# Matteo D'Afflitto
Matteo D'Afflitto ( c. 1447 - 1523 ) fue un jurisconsulto italiano, nacido en Nápoles.

## Biografía
Mateo era nieto de un consejero real de Ladislao I de Nápoles en 1409 y  contrajo matrimonio con Orsina Caraffa, y tras el fallecimiento de la citada, contrajo segundas nupcias con Diana Carmignana, y de ella descendieron los D'Afflitto, barones de Rocagloriosa.
Mateo desempeñó diversos cometidos  y escribió muy estimables obras de Derecho, y de sus cargos mencionar los siguientes:
- El de profesor de derecho civil en la Universidad de Nápoles
- Consejero de Estado en tiempo de Fernando I de Nápoles y luego con el duque de Calabria, posteriormente Alfonso II de Nápoles.
- Camerario y presidente de la Cámara Real (Regia Camera della Sommaria, Reino de Nápoles), fue empleado en cinco reinados consecutivos en los asuntos más importantes

## Valoración
- Hermanó con los conocimientos profundos que dan testimonio sus obras una probidad a toda prueba
- Destacó por sus virtudes y sobre todo por su saber
- Recibió grandes elogios de Arnoul Le Ferron y de Bernard Le Bovier de Fontenelle
- Guido Panciroli, que fue en el siglo XVI, profesor  de derecho en Padua y Turín, dice de él: potius laboriosus in scribendo, quam acutus habitus est, en su obra De claris legum interpretibus (reeditada en Farnborough, Gregg, 1968)
- Fue un gran devoto que le hizo componer el oficio de la traslación del cuerpo de San Genaro, aprobado por la Santa Sede

## Obra
- Commentarius super tres libros feudorum, Venecia, 1534 3n folio.
- De consiliaris principium,..
- Decisiorum sacri regii Neapolitani,.., Francofurti: I. Feyrabendium, 1600 (Nápoles - Sicilia)
- Iuris vtriusque monarchae,..., Francofurti: A. Wecheli, 1598 (leyes feudales).
- Lecture super 7 codicis Justiniani, 1560 (Código de Justiniano).
- Tractatus de jure protomiseos,..., Nápoles: V. Manfredii, 1777, 2 vols (derecho de tanteo).
- Otras